# Mount Lysaght
Mount Lysaght är ett berg i Antarktis. Det ligger i Östantarktis. Nya Zeeland gör anspråk på området. Toppen på Mount Lysaght är 3 755 meter över havet.
Terrängen runt Mount Lysaght är bergig åt sydväst, men åt nordost är den kuperad. Trakten är obefolkad. Det finns inga samhällen i närheten.